# Sominoe
Sominoe is een Japans historisch merk van scooters.
Sominoe Works was een Japans bedrijf dat in 1955 de Flying Feather FF 7 scooter met een 350 cc V-twin-blok maakte.